# Woplukha
Woplukha (nep. वाप्लुखा) – gaun wikas samiti we wschodniej części Nepalu w strefie Sagarmatha w dystrykcie Khotang. Według nepalskiego spisu powszechnego z 2001 roku liczył on 499 gospodarstw domowych i 2631 mieszkańców (1420 kobiet i 1211 mężczyzn).